# Высотная болезнь
Высотная болезнь (высотная гипокси́я) — болезненное состояние, связанное с кислородным голоданием вследствие понижения парциального давления кислорода во вдыхаемом воздухе, которое возникает высоко в горах, а также при полётах на летательных аппаратах, не оснащённых герметичной кабиной, в которой поддерживается давление воздуха близкое или немного ниже нормального атмосферного давления (например, парапланах, дельтапланах, воздушных шарах с негерметичной гондолой, самолётах), начиная примерно с 2000 метров и выше над уровнем океанов.
Разновидностью высотной болезни является горная болезнь (альпинистское жаргонное — горня́шка), в возникновении которой наряду с недостатком кислорода играют также роль такие усугубляющие факторы, как физическое утомление, охлаждение, обезвоживание организма, Ультрафиолетовое излучение, тяжёлые погодные условия (например, частые ливни), резкие перепады температур в течение дня (от +30 °C днём до −20 °C ночью). Но основным патологическим фактором горной болезни является гипоксия.
Человек способен адаптироваться к высотной гипоксии, спортсмены специально тренируют свою способность к адаптации для того, чтобы повысить спортивные достижения. Предельно возможными для длительной адаптации (часы — десятки часов) к гипоксии считаются высоты на уровне около 10 000 метров. Более длительное пребывание человека на таких высотах без дыхательных кислородных приборов невозможно и вызывает смерть.

## Высота развития горной болезни
Сочетание вышеперечисленных факторов приводит к тому, что высота развития горной болезни для разных людей и в разных условиях бывает очень разной. Некоторые начинают страдать от кислородной недостаточности уже на высоте 2000 м, другие же не чувствуют её эффекта даже на 4000 м.
Большинство здоровых неакклиматизированных жителей равнин начинают ощущать действие высоты в районе 2500—3000 м, а при напряжённой физической работе и на меньших высотах. Для людей, недавно перенесших инфаркт миокарда, даже пребывание в кабине самолёта, где давление соответствует барометрической высоте не более 2400 метров, представляет определённые риски. На высоте около 4000 м даже у абсолютно здоровых людей появляется лёгкое недомогание, а острая горная болезнь регистрируется у 15—20 % участников восхождения. На высотах 6500—7000 м полная акклиматизация, по всей видимости, невозможна вовсе, в связи с чем участники экспедиций на горы-восьмитысячники отмечают многочисленные функциональные расстройства и прогрессирующие признаки горной болезни. В высотном альпинизме существует термин «летальная зона» или, иначе, «зона смерти». Ввёл его руководитель швейцарской экспедиции 1952 г. на Эверест Э. Висс-Дюнан, высказавший мнение, что существуют границы, пребывание выше которых для альпинистов гибельно. На высотах более 8000 м человек может находиться за счёт внутренних резервов не более 2−3 дней, постепенно теряя сопротивляемость к действию высоты. Правда, опыт последних гималайских экспедиций, во время которых многие участники после удачной ступенчатой акклиматизации не использовали кислородные аппараты, несколько расширяет наши представления о пределах адаптации к кислородной недостаточности.
Высота начала проявления горной болезни зависит от климата и влажности воздуха
в горах влажного морского климата:
- Камчатка — 1000—1500 м,
- Патагония — 1000—1500 м,
- Альпы — 2500—3000 м,
- Кавказ — 3000—3500 м
- Анды — 4000 м;

в горах сухого континентального климата:
- Тянь-Шань — 3500 м,
- Памир — 4500 м,
- Гималаи — от 5000 м.

## Патогенез
Человеческое тело функционирует лучше всего на высоте уровня моря, где атмосферное давление равно 101,325 кПа, или 1013,25 мбар (то есть равно 1 атм). Концентрация кислорода (O2) в воздухе на уровне моря составляет 20,9 % при парциальном давлении PO2 = 21,2 кПа. У здоровых людей при этом происходит насыщение гемоглобина кислородом, который связывается с красными кровяными тельцами. После того как человек поднимается на высоту около 2100 метров над уровнем моря, насыщенность организма оксигемоглобином (белком гемоглобина, связанным с кислородом) начинает падать.
Атмосферное давление убывает экспоненциально с увеличением высоты, в то время как доля O2 остаётся неизменной примерно до высоты 100 км, из-за чего PO2 также убывает экспоненциально вместе с увеличением высоты. На высоте базового лагеря на горе Эверест — 5000 м над уровнем моря — величина PO2 примерно вдвое меньше, чем на уровне моря, а на вершине Эвереста, на высоте 8848 м — в три раза меньше. На уменьшение PO2 организм человека отвечает приспособительными реакциями — высотной акклиматизацией.

### Периодическое дыхание
В результате гипервентиляции легких в крови снижается содержание углекислого газа, в результате чего развивается дыхательный алкалоз (плазма крови и жидкости организма приобретают щелочную реакцию). Это связано с тем, что снижение PCO2 крови ниже 35 мм рт. ст. сдвигает реакцию жидкостей в щелочную сторону за счёт уменьшения концентрации свободных ионов {\displaystyle {\ce {H+}}}: 

{\displaystyle {\ce {{CO2 + H2O}->{HCO3- + H+}}}}

Вследствие «вымывания» CO2 нарушается регуляция дыхания, так как избыток углекислого газа в крови возбуждает дыхательный центр. Это ведёт к нарушениям дыхания из-за недостаточной стимуляции дыхательной нервной подсистемы организма при низких концентрациях СО2. Пока человек бодрствует, его сознание подаёт сигналы на вдох. Во сне, когда контроль сознания ослабевает, возникает явление, называемое периодическим дыханием или дыханием Чейна-Стокса: на несколько секунд (до 10−15) дыхание останавливается, после чего возобновляется, вначале с удвоенной силой. Первое событие связано с реакцией мозга на недостаток СО2, второе — с реакцией на критически низкий уровень О2. Практически это выглядит так, что человек просыпается, потому что задыхается, альпинисты оценивают это ощущение как крайне неприятное.
Однако, отдышавшись, человек приходит в себя и может дальше спокойно спать. Несмотря на неприятные ощущения, это нормальная реакция организма на высоту, и этот симптом сам по себе не является признаком горной болезни.

### Механизмы возникновения отёка
При дальнейшем подъёме гипоксия нарастает, так как компенсаторные функции организма уже не обеспечивают достаточной компенсации. Недостаток кислорода в окружающем воздухе ведёт к уменьшению парциального давления кислорода в лёгких и к снижению насыщения артериальной крови кислородом, вследствие чего возникают отёк лёгких и головного мозга.
Существует точка зрения, что в основе клинических проявлений острой горной болезни лежит нарастающий отёк головного мозга.
Отёк мозга — это избыточное накопление воды в тканях мозга, а источником воды является главным образом кровь, протекающая по микрососудам и мозговым капиллярам.
Отёк лёгких — это накопление светлой плазмы крови в тканях лёгких, а затем — и в просветах альвеол: при вдохе заполняющая просветы плазма вспенивается, резко снижая полезный объём лёгких.
Как правило, отёк мозга и отёк лёгких развиваются ночью (пик кризиса чаще всего наступает в 4 часа утра), что обусловлено:
- усилением венозного возврата в верхнюю половину туловища при переходе из вертикального в горизонтальное положение;
- снижением активности ЦНС, что, накладываясь на дыхательный ацидоз, приводит к ослаблению дыхательной функции (см. выше);
- повышением тонуса блуждающего нерва, обуславливающим бронхоспазм.

Из чего следует сделать вывод, что:
- горизонтальное положение заболевшего недопустимо в любое время суток;
- каждый час ночного времени должен использоваться не для сна (которого и так нет), а для спуска; состояние заболевшего к утру всегда заметно ухудшается[12].

#### Психические изменения
Многие альпинисты рассказывают о влиянии высоты на психику человека. Например, экспедиционный врач указывает на психически устойчивого на равнине альпиниста, на высоте раскусывающего стекло. Райнхольд Месснер (высота 8200 м, бескислородное одиночное восхождение на Эверест в 1980 году) сообщал об усиливающемся ощущении наличия невидимого спутника, вплоть до того, что делился с ним пищей. Участник первого советского восхождения на Эверест Михаил Туркевич сообщал о том, что Эдуард Мысловский во время спуска отказывался дальше идти, после того как у него кончился кислород, сообщив, что ему хорошо и он хочет остаться в горах.

## Клиника
Острая форма горной болезни возникает при быстром перемещении (в течение нескольких часов) неакклиматизированных людей в высокогорье, обычно на высоту более 3500 м. Клинические симптомы её развиваются стремительно. При подострой форме горной болезни они развиваются не так быстро и сохраняются дольше (до 10 дней). Клинические проявления обеих форм горной болезни в общем совпадают.

### Высокогорный отёк лёгких
На фоне тяжёлых форм острой горной болезни, а иногда внезапно, могут развиться застойные явления крови в малом круге кровообращения и отёк лёгких, а также острая сердечная недостаточность.
Симптомы высокогорного отёка легких, как правило, появляются на 2—3 день пребывания на большой высоте. Из капилляров лёгких выходит жидкость, которая, попадая в просвет альвеол, мешает газообмену, в результате гипоксия усиливается и заболевание прогрессирует. Если не принять меры, от первого появления симптомов до смерти от удушья могут пройти считанные часы. Его развитию способствуют перенесённые ранее заболевания органов дыхания и кровообращения, хроническая или острая инфекция дыхательных путей (например ангина, бронхит, пневмония, хронические гнойные стоматологические заболевания), чрезмерные физические нагрузки, выполняемые до наступления устойчивой адаптации.
Высотный отёк лёгких из всех специфических для гор заболеваний является наиболее частой причиной смерти. На высоте 2700 м частота высокогорного отёка лёгких составляет 0,0001 % и увеличивается до 2 % на 4000 м.

### Высокогорный отёк головного мозга
Высотный отёк мозга можно рассматривать как крайнее проявление острой горной болезни. Из капилляров головного мозга выходит жидкость, он увеличивается в объёме. При этом ткани мозжечка вклиниваются в большое затылочное отверстие, сдавливается ствол головного мозга, происходит разрушение находящихся в нём жизненно важных центров и наступает смерть.
Участник одной из экспедиций на Эверест Дейл Круз описывает свои ощущения при отёке мозга:

Было ощущение, как будто я очень пьян. Я не мог идти не спотыкаясь и совершенно потерял способность думать и говорить. У меня в голове было несколько слов, но я никак не мог сообразить, как мне их произнести.

### Хроническая горная болезнь
Хроническая горная болезнь была описана в 1829 г. известным перуанским ученым Карлосом Монхе, поэтому она называется ещё болезнью Монхе. Хроническая горная болезнь встречается значительно реже, ею заболевает небольшая часть горцев, проживающих на высотах свыше 3500—4000 м.
Для неё характерно снижение физической и умственной работоспособности, причём преобладают изменения со стороны центральной нервной системы. Из-за нарастания гипоксемии (понижение содержания кислорода в крови) происходит увеличение объёма циркулирующей крови, её объёма в легких, отмечается увеличение размеров правой половины сердца, печени. Грудная клетка приобретает бочкообразную форму, часто можно наблюдать утолщение пальцев рук («барабанные палочки»), выраженный цианоз. Больные хронической горной болезнью нередко жалуются на кашель, кровохарканье, одышку, боль в правом подреберье, возникают кровотечения в пищевом канале. Важным диагностическим признаком болезни Монхе является почти полное её исчезновение после спуска в равнинную местность. При выраженных проявлениях хронической горной болезни применяются такие же меры и лечебные препараты, как и при острой горной болезни.

## Профилактика
Три «золотых правила» профилактики горной болезни:
1. Никогда не подниматься с симптомами горной болезни;
2. Если симптомы горной болезни усиливаются, то обязательно надо спускаться;
3. Если альпинист на высоте чувствует себя плохо, то в отсутствие явных признаков других заболеваний надо считать, что у него острая горная болезнь, и проводить соответствующее лечение[17].